# Opisthograptis ruficosta
Opisthograptis ruficosta là một loài bướm đêm trong họ Geometridae.